# Прышкино
Пры́шкино — деревня в Маловишерском районе Новгородской области. Входит в состав Бургинского сельского поселения.
Расположена в болотистой местности, на правом берегу Мсты. Ближайшие деревни: Сосницы, Змеево, Старые Морозовичи, Красный Бережок.
Флора и фауна окрестностей соответствует южной тайге, лесной зоне. В окрестностях встречаются преимущественно сосновые боры и ельники.
Берега Мсты на данной территории крутые, при этом, на левом берегу наблюдается больший уклон, чем на правом.
По правому берегу встречается большое количество ключей с очень хорошей водой. Вода из некоторых источников является серебросодержащей.
На территории деревни находилась старая часовня с иконами Кирика и Улиты, почитаемых в этой деревне святых. Часовня чудом уцелела во время пожара много лет назад и стояла до 2004—2006 года. Позже на месте старой часовни построили новую на деньги местного жителя.
| 2010 | 2011 |
| ---- | ---- |
| 11   | →11  |